# Ayenea trimaculata
 (janvier 2024).
Genre
Espèce
Ayenea trimaculata, unique représentant du genre Ayenea, est une espèce d'opilions laniatores de la famille des Assamiidae.

## Distribution
Cette espèce est endémique du Río Muni en Guinée équatoriale.

## Description
Le mâle holotype mesure 3,5 mm, les mâles mesurent de 3,1 à 3,5 mm et les femelles de 4,5 à 5,5 mm.

## Publication originale
- Santos & Prieto, 2010 : « Los Assamiidae (Opiliones: Assamiidae) de Río Muni (Guinea Ecuatorial), con la descripción de ocho nuevas especies. » Revista de Biologia Tropical, vol. 58, no 1, p. 203–243.